# STS-49
STS-49, voluit Space Transportation System-49, was de eerste spaceshuttlemissie van de Endeavour. Tijdens de missie werd er onderhoud gepleegd aan de Intelsat 603 satelliet. Er waren drie ruimtewandelingen nodig om de satelliet te koppelen aan de Endeavour.

## Bemanning
| Positie            | Lancering                           | Landing                             |                                  |
| ------------------ | ----------------------------------- | ----------------------------------- | -------------------------------- |
| Bevelhebber        | Daniel Brandenstein 4e ruimtevlucht | Daniel Brandenstein 4e ruimtevlucht |                                  |
| Piloot             | Kevin Chilton 1e ruimtevlucht       | Kevin Chilton 1e ruimtevlucht       |                                  |
| Missiespecialist 1 | Richard Hieb 2e ruimtevlucht        | Richard Hieb 2e ruimtevlucht        |                                  |
| Missiespecialist 2 | Bruce Melnick 2e ruimtevlucht       | Bruce Melnick 2e ruimtevlucht       | Bruce Melnick 2e ruimtevlucht    |
| Missiespecialist 3 | Pierre Thuot 2e ruimtevlucht        | Pierre Thuot 2e ruimtevlucht        | Pierre Thuot 2e ruimtevlucht     |
| Missiespecialist 4 | Kathryn Thornton 2e ruimtevlucht    | Kathryn Thornton 2e ruimtevlucht    | Kathryn Thornton 2e ruimtevlucht |
| Missiespecialist 5 | Thomas Akers 2e ruimtevlucht        | Thomas Akers 2e ruimtevlucht        | Thomas Akers 2e ruimtevlucht     |

## Media

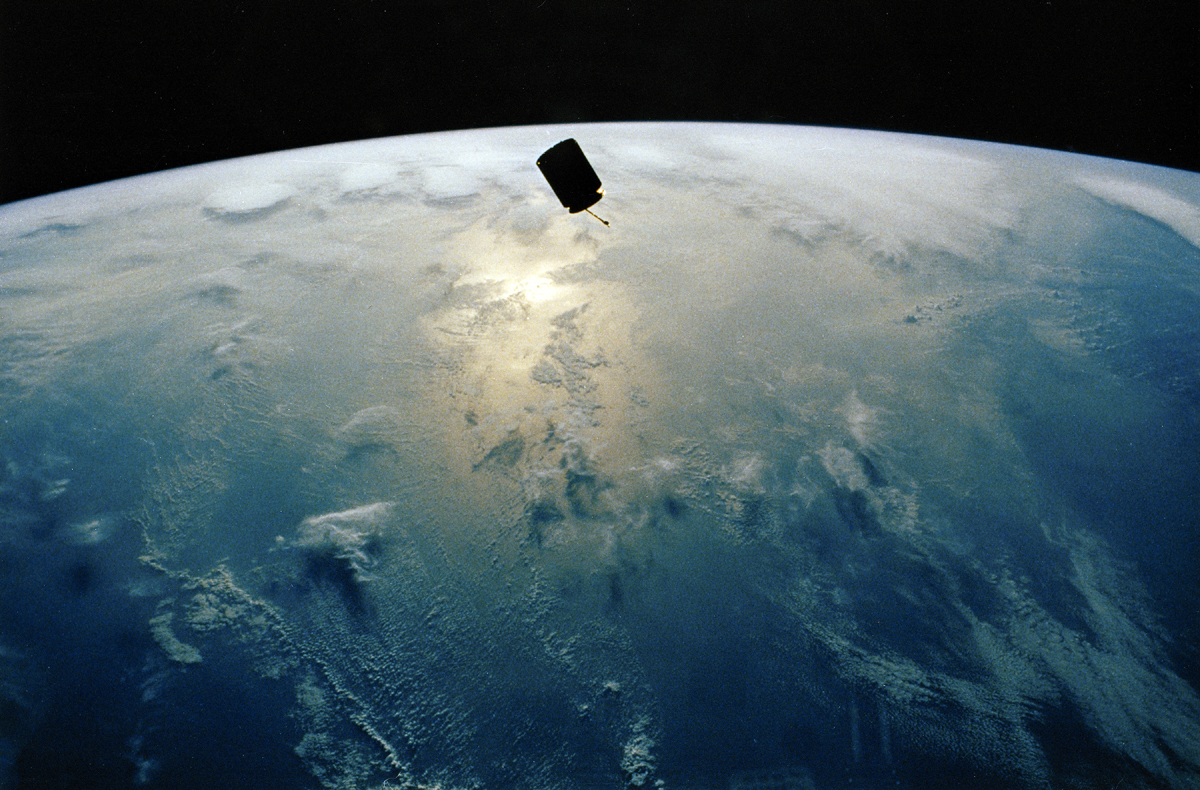
De Intelsat 603 satelliet gezien vanuit de Endeavour
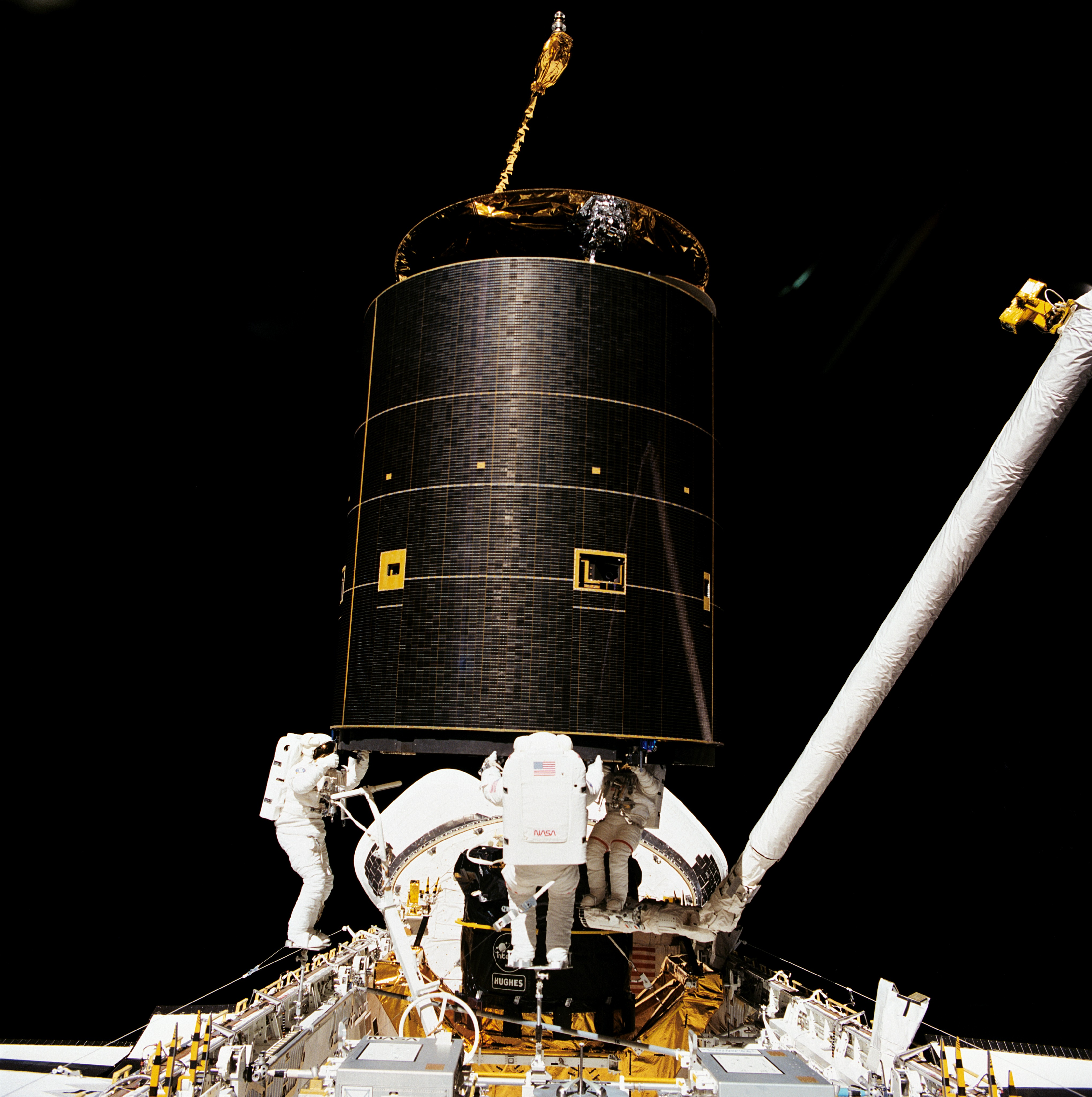
Werkzaamheden aan de Intelsat 603

STS-49 · STS-47 · STS-54 · STS-57 · STS-61 · STS-59 · STS-68 · STS-67 · STS-69 · STS-72 · STS-77 · STS-89 · STS-88 · STS-99 · STS-97 · STS-100 · STS-108 · STS-111 · STS-113 · STS-118 · STS-123 · STS-126 · STS-127 · STS-130 · STS-134